# The Yes Album
Albums de Yes
Time and a Word
(1970) Fragile
(1971)
Singles
1. Your Move
Sortie : 5 mars 1971
2. Yours Is no Disgrace
Sortie : 16 juin 1971

The Yes Album est le troisième album studio du groupe britannique Yes, sorti le 19 février 1971 sur le label Atlantic Records et produit par Eddie Offord et le groupe. Il est considéré comme le premier album véritablement progressif du groupe, et marque l'arrivée du guitariste Steve Howe en remplacement de Peter Banks. C'est aussi le dernier avec le claviériste Tony Kaye, avant qu'il ne revienne avec le groupe sur l'album 90125 en 1983.

## Historique
L'album est enregistré pendant l'automne 1970 aux Studios Advision de Londres à l'exception de The Clap qui est enregistré en concert au Lyceum Theatre, le 17 juillet 1970.
Le groupe passe le printemps 1970 dans une ferme de South Molton dans le Devon à préparer et répéter son nouveau répertoire, dévoilé sur scène pendant l'été. Steve Howe est si ravi de travailler dans cette ferme qu'il l'achètera plus tard et y habite toujours. Yes travaille avec le producteur Eddie Offord pour la première fois, ils se rendent à Londres en septembre pour l'enregistrement de l'album.

### La musique
Yours Is No Disgrace est un titre crédité à tous les membres du groupe. Les paroles proviennent d'une chanson écrite par Jon Anderson et son ami (l'ex-bassiste des Warriors, son premier groupe), David Foster. Le groupe assemble plusieurs idées issues d'improvisations collectives lors des répétitions préparatoires à l'album pour constituer la chanson. Ce titre est emmené par une introduction virtuose de guitare qui impressionne à la sortie de l'album : elle n'aurait pas détonné dans un groupe de hard rock, mais avec une sonorité manifestement issue d'une guitare jazz (il s'agit d'une Gibson ES-175 qui restera définitivement l'instrument préféré de Howe).
Clap (intitulé The Clap sur les premiers pressages) est une composition de Steve Howe. Elle montre les influences country de Steve, particulièrement Chet Atkins et Merle Travis. C'est le premier titre écrit par Steve, et s'il a d'abord pensé à le dédicacer à Chet Atkins, il se ravise et le dédie à son fils Dylan qui naît le 4 août 1969, le jour où cette pièce est composée.
La chanson Starship Trooper est constituée en partie de fragments de chansons antérieures à cet album. Disillusion, provient d'une chanson intitulée For Everyone de Yes, dont il existe une version enregistrée pour la BBC, et le final, Würm, d'une pièce du précédent groupe de Steve Howe, Bodast, intitulée Nether Street (qui est restée inédite jusqu'en 1981). Cet album est le premier de Yes sans reprises d'autres artistes par le groupe.
I've Seen All Good People est une combinaison de deux titres, Your Move écrit par Jon Anderson, une composition plutôt calme, suivie de All Good People signée Chris Squire, une composition rythmée. Colin Goldring du groupe rock progressif britannique Gnidrolog y joue de la flûte à bec. On peut entendre cette chanson dans le film Almost Famous, de Cameron Crowe sorti en 2000, mais seulement la première partie, Your Move, est présente.
A Venture a été écrite en studio par Jon Anderson et arrangée par le reste du groupe. Tony Kaye y joue un solo de piano jazzy.
Perpetual Change est inspirée par la campagne environnante de South Molton où le groupe écrivait et répétait ses nouvelles compositions. Elle est plutôt prémonitoire dans l'histoire de Yes, puisque tout au long de sa carrière, le groupe subira des changements perpétuels de musiciens.

### Le départ de Tony Kaye
Sur ce disque, Tony Kaye joue presque exclusivement de l'orgue Hammond B-3 et un peu de piano (A Venture), il est peu intéressé par les nouveautés comme le synthétiseur Moog (qu'il utilise toutefois pour jouer le thème d'ouverture de Yours Is No Disgrace ainsi que quelques fioritures sur Starship Trooper) ou le mellotron, ce qui devient un problème pour le groupe qui souhaite évoluer musicalement. Il quitte Yes juste avant le début de l'enregistrement de l'album suivant, Fragile et est ainsi remplacé par l'ex-Strawbs, Rick Wakeman. Kaye réintégrera Yes en 1983 à la reformation du groupe, et le quittera définitivement en 1994.

### La pochette
Des photos prises par Phil Franks au cours de la tournée qui suit l'enregistrement sont disponibles pour réaliser la pochette, mais celui-ci souhaite ajouter une photo de studio pour le recto. En novembre 1970, en revenant d'un concert à Basingstoke le groupe a un accident de voiture et tous les musiciens sont blessés à des degrés divers. La séance de photo, prévue le lendemain de l'accident, juste après la sortie de l'hôpital, s'avère trop courte et Phil Franks emmène le groupe à son appartement pour la terminer, avec une tête de mannequin qu'il récupère au passage. Tony Kaye a le pied cassé et doit porter un plâtre pendant un certain temps. On peut l'apercevoir avec son plâtre qui est visible sur la photo qui orne le recto de la pochette de l'album.

## Réception
The Yes Album est le premier album du groupe à entrer dans les charts américains, se classant à la 40e place du Billboard 200. Au Royaume-Uni, il se classe à la 4e place du UK Albums Chart.

## Titres
| 1. | Yours Is No Disgrace                                                          | Jon Anderson, Chris Squire, Steve Howe, Tony Kaye, Bill Bruford | 9:41 |
| 2. | Clap (Enregistré en concert au Lyceum Theatre de Londres, le 17 juillet 1970) | Howe                                                            | 3:17 |
| 3. | Starship Trooper (Life Seeker / Disillusion / Würm)                           | Anderson, Squire, Howe                                          | 9:25 |

| 1. | I've Seen All Good People (Your Move / All Good People) | Anderson, Squire | 6:56 |
| 2. | A Venture                                               | Anderson         | 3:18 |
| 3. | Perpetual Change                                        | Anderson, Squire | 8:54 |

| 7. | Your Move (Single Version)                     | Anderson | 3:00 |
| 8. | Starship Trooper: Life Seeker (Single Version) | Anderson | 3:27 |
| 9. | Clap (Studio Version)                          | Howe     | 4:01 |

## Musiciens
- Jon Anderson : chant, chœurs, percussions
- Steve Howe : guitare électrique et acoustique, vachalia sur Your Move, chœurs
- Chris Squire : basse, pédales basse Moog Taurus, chœurs
- Tony Kaye : piano sur A Venture, orgue Hammond , synthétiseur Minimoog sur Yours is no disgrace et Starship Trooper
- Bill Bruford : batterie, percussions

### Musicien additionnel
- Colin Goldring : flûte à bec sur Your Move

## Classements et certifications

### Album
| Pays                          | Durée du classement | Meilleur classement | Date            |
| ----------------------------- | ------------------- | ------------------- | --------------- |
| États-Unis (Billboard 200)    | 50 semaines         | 40e                 | 22 janvier 1972 |
| Pays-Bas (MegaCharts)         | 7 semaines          | 7e                  | 20 mars 1971    |
| Royaume-Uni (UK Albums Chart) | 34 semaines         | 4e                  | 14 mars 1971    |

Certifications
| Pays        | Certification | Ventes      | Date            |
| ----------- | ------------- | ----------- | --------------- |
| États-Unis  | Platine       | 1 000 000 + | 10 avril 1998   |
| Royaume-Uni | Argent        | 60 000 +    | 22 juillet 2013 |

### Single
| Single    | Chart        | Durée du classement | Position | Date             |
| --------- | ------------ | ------------------- | -------- | ---------------- |
| Your Move | (Hot 100)    | 14 semaines         | 40e      | 4 décembre 1971  |
| Your Move | (Single Tip) | 3 semaines          | 7e       | 27 novembre 1971 |